# 미국 국립 알레르기·전염병 연구소

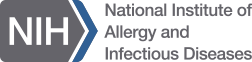

미국 국립 알레르기·전염병 연구소(National Institute of Allergy and Infectious Diseases, NIAID)는 미국 보건복지부(HHS)의 기관인 미국 국립보건원(NIH)을 구성하는 27개 기관 및 센터 중 하나이다. NIAID의 사명은 전염성, 면역성 및 알레르기 성 질환을 더 잘 이해하고 치료하고 예방하기 위해 기본 및 응용 연구를 수행하는 것이다. 연간 예산은 45억 달러(약 5조원, 2014년 기준)이다.

## 역사
NIAID 산하에 백신연구센터(VRC)가 있으며, 1000여명의 연구인력을 백신 개발에 투입하고 있다.
2020년 코로나19 백신을 모더나 세러퓨틱스와 NIAID VRC가 공동으로 개발했다.
2020년 4월 30일, 앤서니 파우치 미국 국립알레르기·전염병연구소(NIAID) 소장이 코로나바이러스감염증-19 백신을 2021년 1월까지 생산할 수 있다고 말했다. 코로나 백신 중에서는 미국 국립알레르기·감염병연구소(NIAID)가 미국 모더나 세러퓨틱스와 공동 개발하는 'mRNA-1273' 백신이 가장 빨리 상용화될 것이다.

## 앤서니 파우치
의사이면서 면역학자인 앤서니 파우치 박사가 1984년부터 36년 동안 6명의 대통령이 바뀌는 동안 계속 NIAID 소장직을 맡고 있다. 1940년생으로 뉴욕 출신이다.
한국은 의사인 정은경 질병관리본부장(KCDC)이 코로나19를 총괄 지휘하고 있는데, 미국은 앤서니 파우치 NIAID 소장이 총괄 지휘를 하고 있다.

## 대한민국
미국 NIAID를 벤치마킹하여, 한국도 국가바이러스·감염병연구소 설립을 검토중이다.

## 같이 보기
- 미국 국립 직업안전위생연구소(NIOSH)